# ローダ・グリフィス
ローダ・グリフィス（Rhoda Griffis, 1965年1月9日 - ）は、アメリカ合衆国ノースカロライナ州ローリー出身の女優である。

## 出演作品

### テレビ
- 私はラブ・リーガル
- メンフィス・ビート　～南部警察 人情派～
- アーミー・ワイフ
- フィアー・ザ・ウォーキング・デッド

### 映画
- かぞくモメはじめました
- 真実への旅路
- ゴシップ・チアガール（パメラ・ブラックバーン）
- タイ・カップ
- きみが還る場所 90 Minutes in Heaven (2015)
- ドリーム Hidden Figures (2016)
- ザ・バンカー The Banker (2020)